# Friedrich Heinrich Jacobi
Friedrich Heinrich Jacobi, född 25 januari 1743 i Düsseldorf, död 10 mars 1819 i München, var en tysk filosof. Han gjorde termen "nihilism" populär; termen hade myntats av Jacob Hermann Obereit. Jacobi använde termen under sitt försök att vederlägga upplysningens och Immanuel Kants tankesätt. Fastän han har sagts förebåda existentialismen, var Jacobi en försvarare av konservativa tankesystem.
Han var bror till diktaren Johann Georg Jacobi.

## Biografi
Först köpman, sedan privatlärd, utnämndes Friedrich Heinrich Jacobi 1804 till ordförande för den nygrundade vetenskapsakademin i München. Jacobi var aldrig lärare, och även i hans skrifter röjer sig mera en världsman än en skolad filosof. De är präglade av hans sensibla personlighet, som påverkats av pietismen, Rousseaus känsloevangelium och av Charles de Bonnet, samt utvecklats under livligt personligt eller skriftligt umgänge med nästan samtliga av de framstående representanterna för "genitiden" i Tyskland; Goethe, Herder, Johann Georg Hamann, Diderot, Wilhelm von Humboldt med flera. 
Sina sista år ägnade Jacobi helt och hållet åt utgivandet av sina samlade skrifter (6 band, 1812–1815, de 2 sista redigerade av Friedrich Köppen), varför han 1813 avsade sig ordförandeskapet i Münchenakademien. Jacobis brevväxling återfinns i hans samlade skrifter, i hans Auserlesene Briefwechsel (utgiven av Friedrich von Roth 1825–1827), i hans av Maximilian Jacobi utgivna brevväxling med Goethe (1846), med flera verk.
Jacobi är en skarpsinnig kritiker, som ofta träffar det centrala i motståndarens åsikt och därur lyckas utdraga följderna konsekventare än denne. Men själv är han inte någon systematisk tänkare. Det är därför också karakteristiskt för honom, att han debuterade inom litteraturen med två filosofiska romaner, Eduard Allwills Briefsammlung (1774) och Woldemar (1779). 

## Ateismstriden med Mendelssohn
Sedermera väckte Jacobi uppseende genom skriften Über die Lehre des Spinoza in Briefen an Moses Mendelssohn (1785), vari han påstod, att Gotthold Lessing mot slutet av sitt liv i förtroligt samtal bekänt sig till den spinozistiska panteismen. Detta gav uppslaget till en livlig strid mellan Jacobi och Mendelssohn, i vilken även Herder tog del. 
Mendelssohn sökte i skriften An die Freunde Lessings (1786) ta sin bortgångne vän i försvar mot beskyllningen för spinozism. Jacobi svarade i Wider Mendelssohns Beschuldigungen. Striden övergick från en mera personlig fråga rörande Lessings ställning, till en debatt för och mot spinozismen. Av Jacobi framställdes denna med sin påstådda ateism, fatalism och materialism som den oundvikliga konsekvensen av varje förståndsmässigt filosoferande. "Det finns ingen annan filosofi än Spinozas", påstod han i denna bemärkelse. Han såg därför även kabbalism, samt Gottfried Leibnizs och Christian von Wolffs tankesätt som, om än ofullgången, spinozism, som inte heller var mindre fatalistisk eller ateistisk. På denna grundval kunde vetenskapen, enligt Jacobi, inte erkänna en Gud och heller inte erbjuda någon akademisk frihet.

## Trons filosofi
För sin egen del ville Jacobi emellertid inte finna sig i den ateistiska konsekvensen, utan såg sig tvingad till vad han kallade "det mänskliga förnuftets salto mortale", det vill säga förkastandet av förståndsfilosofin, som inte kan nå fram till något andligt och översinnligt, för att istället vädja till trons omedelbara visshet, som i känslans form gör sig gällande utan alla grunder och bevis. Alla bevis förutsätter nämligen något tidigare bevisat; det obevisades sanningsprincip är uppenbarelse. För demonstrationen av bevisen uppställs alltid likheter, vilkas likhetskriterier ses i ljuset av tidigare överenskomna sanningsvillkor. Kunskapens grundelement är därför tron.
Denna trosfilosofi utvecklade Jacobi i dialogen David Hume über den Glauben oder Idealismus und Realismus (1787); uppslutningen till Hume är emellertid inte utan förbehåll mot dennes skepticism. Han sökte nu stöd för sin ståndpunkt i Immanuel Kants Kritik der reinen Vernunft. Som dess beståndande resultat framhöll han vederläggningen av all dogmatisk metafysik. Kant hade visat förståndets oförmåga att fatta det översinnliga, och därmed hade han berett plats för tron, för den omedelbara verklighetsuppfattningen gentemot reflexionen. Men denna verklighetsuppfattning blev för Jacobi, såsom han närmare utvecklade i avhandlingen Über das Unternehmen des Kritizismus, die Vernunft zu Verstand zu bringen (1802), endast ett återvändande till den naiva realismen, enligt vilken rummet, tiden och de yttre tingen äger en omedelbart viss objektivitet. 
Mot den transcendentala dialektiken sökte han göra gällande, att visserligen kan inte förståndet fatta det osinnliga, men att det finnes en högre kunskapsförmåga, som han i sina senare skrifter kallar förnuftet eller förnuftsåskådningen, och att för denna den översinnliga verkligheten är lika omedelbart given som de yttre tingen för våra sinnen. Förnuftsidéerna nedsätts därför oriktigt av Kant till enbart praktiska postulat; de är trossanningar som omedelbart är uppenbarade för oss. Mot Kants etik med dess abstrakta pliktbud vänder sig Jacobi till förmån för en individuell moral, grundad på den gudomliga uppenbarelsen inom oss. 
Genom sina uttalanden i denna riktning har Jacobi blivit en av grundläggarna till den tyska upphöjelsen av "die schöne Seele". Redan före offentliggörandet av sist nämnda skrift hade Jacobi med anledning av den bekanta ateismstriden kungjort sin inställning till Johann Gottlieb Fichte i Sendschreiben an Fichte (1799). Han anser dennes radikala idealism för den riktiga konsekvensen av Kants lära och erkänner nu vid sidan av spinozismen även denna teori som en möjlig, eller till och med längre driven ståndpunkt inom förståndsfilosofin. Han vänder sig i skriften Von den göttlichen Dingen und ihrer Offenbarung (1811) skarpt mot Friedrich Schelling, beskyllande honom för ett vilseledande begagnande av teistiska uttryck för panteistiska tankar.
Jacobi har även försvarat Adam Smiths ekonomiska teorier.

## Inflytande
Trots att Jacobi var en motståndare till katolicismen, fick han en del anhängare bland dess tyska medlemmar. Bland de andra, tyska filosofer som han utövade ett märkbart inflytande på finns Schleiermacher, Jakob Friedrich Fries, och framför allt Fichte. Många av hans tankegånger återfinns även hos Kierkegaard. I Sverige tog Nils Fredrik Biberg till sig Jacobis personalism, varigenom han indirekt påverkade Christopher Jacob Boströms filosofi.
Genom sin häftiga kritik av Spinoza, förmedlade Jacobi oavsiktligt dennes idéer, varmed denne diskuterades ingående i generationer, och dessutom fick flera anhängare. 